# Accagas
Accagas (samiska för glödande kol) var en eurodancegrupp bildad 1994. Gruppen bestod av sångarna Anders Sandberg och Yana Mangi Sundgren från Kiruna. De släppte två singlar, Loloa (Free your mind) och I'm Alive, innan de splittrades.
Låten I'm Alive komponerades av sing-and-song writern Michael Johansson och producerades hos Swemix i Stockholm 1995. Låten var med på den officiella CD:n för Världsmästerskapen i friidrott 1995 på Ullevi i Göteborg. Inspelningen av videon skedde under vintertid i Jukkasjärvi i Kiruna kommun av Apollon Bild & Film. Inspelningen ägde bland annat rum på älven och i Ishotellet. Singeln släpptes av Warner Music samma år.

## Diskografi

### Singlar
- 1994 – Loloa (Free Your Mind)
- 1996 – I'm Alive